# Athetis laverna
Athetis laverna là một loài bướm đêm trong họ Noctuidae.